# Gerd-Rainer Riedel
Gerd-Rainer Riedel (* 11. April 1942 in Zwickau) ist ein deutscher Geologe und ehemaliger Museumsdirektor.

## Leben
Sein Abitur erhielt er 1964 an der Arbeiter-und-Bauern-Fakultät in Freiberg, seinen Abschluss als Diplom-Geologe 1969 an der Bergakademie Freiberg. Die Diplomarbeit war das Ergebnis einer Kartierung im Gebiet Bajan chongor in der Mongolischen Volksrepublik. Von 1969 bis 1980 arbeitete er als Objektgeologe beim VEB Erdöl-Erdgas Stendal. Von 1981 bis 1989 war er Wissenschaftlicher Mitarbeiter am Naturkundemuseum Erfurt, ab 1989 als amtierender Abteilungsleiter Naturwissenschaften und von 1990 bis 2007 als Direktor. Er war von 1982 bis 2006 Mitherausgeber der jährlichen Veröffentlichungen des Naturkundemuseums Erfurt und Autor zahlreicher geologischer Artikel.

## Werke
- Streifzüge durch das Osterzgebirge (gemeinsam mit Horst Feiler) 2020, ISBN 978-3-86729-250-4
- Streifzüge durch das Westerzgebirge (gemeinsam mit Horst Feiler) 2016, ISBN 978-3937190-27-3
- Vogtland. Impressionen (gemeinsam mit Horst Feiler) 2014, ISBN 978-3868631340
- Granit. Goethes Urgestein (gemeinsam mit Jochen Klauß und Horst Feiler) 2012, ISBN 978-3-86863-097-8
- Der Neptunistenstreit. Goethes Suche nach Erkenntnis in Böhmen. Riedel, Klauß, Feiler, Schibri-Verlag, 2009, ISBN  978-3-86863-039-8
- Erdwunden. Einblicke in die Erdgeschichte Thüringens. (gemeinsam mit Bildautor Horst Feiler) 2004, ISBN 3-00-001283-4